# دیرینه‌خرگوش
دیرینه‌خرگوش (نام علمی: Palaeolagus) نام یک سرده از تیره خرگوشان است.
دیرینه‌خرگوش از قدیمی‌ترین خرگوش‌های سنگواره‌ای شناخته‌شده است. چند اسکلت کامل کشف‌شده‌اش نشان می‌دهند که دیرینه‌خرگوش، از بیشتر جهات، شبیه خرگوش‌های امروزی بوده‌است. با این حال، این جانور پاهای عقب کوتاه‌تری داشت و جمجمه و دندان‌هایش هم در مقایسه با جمجمه و دندان‌های بیشتر خرگوش‌های بعدی بسیار ابتدایی‌تر بودند. پاهای کوتاه عقب دیرینه‌خرگوش نشان می‌دهند که احتمالاً نمی‌توانست گام بردارد، بلکه مثل سنجاب می‌جهید.
دست‌ِکم هشت گونه‌ی دیرینه‌خرگوش شناسایی شده‌اند. بعضی از این گونه‌ها خصوصیاتی در ناحیه‌ی گوش دارند که از تیزشنوایی آن‌ها حکایت می‌کنند. دیرینه‌خرگوش از تبار پیشین‌بزخرگوش بود و پیشین‌بزخرگوش هم از تبار جانوری قدیمی‌تر که در آسیا می‌زیست.